# Atletica leggera ai Giochi olimpici giovanili
L'atletica leggera ha fatto parte del programma dei Giochi olimpici giovanili estivi sin dalla loro prima edizione ai Giochi olimpici giovanili del 2010.

## Eventi

### Eventi maschili
Gli eventi nei quali si sono confrontati gli atleti di sesso maschile sono stati 20 nel corso della storia dei Giochi olimpici giovanili, di cui 18 quelli attuali.
| Evento                  | 10 | 14 | Edizioni |
| ----------------------- | -- | -- | -------- |
| Programma attuale       |    |    |          |
| 100 metri               | X  | X  | 2        |
| 200 metri               | X  | X  | 2        |
| 400 metri               | X  | X  | 2        |
| 800 metri               | -  | X  | 1        |
| 1500 metri              | -  | X  | 1        |
| 3000 metri              | X  | X  | 2        |
| 2000 metri siepi        | X  | X  | 2        |
| 110 metri ostacoli      | X  | X  | 2        |
| 400 metri ostacoli      | X  | X  | 2        |
| Marcia 10000 metri      | X  | X  | 2        |
| Salto in alto           | X  | X  | 2        |
| Salto con l'asta        | X  | X  | 2        |
| Salto in lungo          | X  | X  | 2        |
| Salto triplo            | X  | X  | 2        |
| Getto del peso          | X  | X  | 2        |
| Lancio del disco        | X  | X  | 2        |
| Lancio del martello     | X  | X  | 2        |
| Lancio del giavellotto  | X  | X  | 2        |
| Eventi non più inclusi  |    |    |          |
| 1000 metri              | X  | -  | 1        |
| Staffetta svedese mista | X  | -  | 1        |
| Eventi                  | 18 | 18 |          |

### Eventi femminili
Gli eventi nei quali si sono confrontati gli atleti di sesso femminile sono stati 20 nel corso della storia dei Giochi olimpici giovanili, di cui 18 quelli attuali.
| Evento                  | 10 | 14 | Edizioni |
| ----------------------- | -- | -- | -------- |
| Programma attuale       |    |    |          |
| 100 metri               | X  | X  | 2        |
| 200 metri               | X  | X  | 2        |
| 400 metri               | X  | X  | 2        |
| 800 metri               | -  | X  | 1        |
| 1500 metri              | -  | X  | 1        |
| 3000 metri              | X  | X  | 2        |
| 2000 metri siepi        | X  | X  | 2        |
| 100 metri ostacoli      | X  | X  | 2        |
| 400 metri ostacoli      | X  | X  | 2        |
| Marcia 5000 metri       | X  | X  | 2        |
| Salto in alto           | X  | X  | 2        |
| Salto con l'asta        | X  | X  | 2        |
| Salto in lungo          | X  | X  | 2        |
| Salto triplo            | X  | X  | 2        |
| Getto del peso          | X  | X  | 2        |
| Lancio del disco        | X  | X  | 2        |
| Lancio del martello     | X  | X  | 2        |
| Lancio del giavellotto  | X  | X  | 2        |
| Eventi non più inclusi  |    |    |          |
| 1000 metri              | X  | -  | 1        |
| Staffetta svedese mista | X  | -  | 1        |
| Eventi                  | 18 | 18 |          |

### Eventi misti
| Evento                | 10 | 14 | Edizioni |
| --------------------- | -- | -- | -------- |
| Programma attuale     |    |    |          |
| Staffetta 8×100 metri | -  | X  | 1        |
| Eventi                | 0  | 1  |          |

## Medagliere
| Pos.   | Paese           | Oro | Argento | Bronzo | Totale |
| ------ | --------------- | --- | ------- | ------ | ------ |
| 1      | Cina            | 6   | 4       | 2      | 12     |
| 2      | Russia          | 5   | 0       | 2      | 7      |
| 3      | Giamaica        | 4   | 1       | 0      | 5      |
| 4      | Kenya           | 4   | 0       | 3      | 7      |
| 5      | Ucraina         | 3   | 2       | 6      | 11     |
| 6      | Francia         | 3   | 1       | 0      | 4      |
| 7      | Etiopia         | 2   | 5       | 0      | 7      |
| 8      | Australia       | 2   | 3       | 3      | 8      |
| 9      | Germania        | 2   | 2       | 4      | 8      |
| 10     | Cuba            | 2   | 1       | 0      | 3      |
| 11     | Nigeria         | 2   | 0       | 1      | 3      |
| 11     | Svezia          | 2   | 0       | 1      | 3      |
| 13     | Italia          | 1   | 3       | 1      | 5      |
| 14     | Stati Uniti     | 1   | 2       | 5      | 8      |
| 15     | Sudafrica       | 1   | 1       | 1      | 3      |
| 15     | Svizzera        | 1   | 1       | 1      | 3      |
| 17     | Brasile         | 1   | 1       | 0      | 2      |
| 18     | Polonia         | 1   | 0       | 2      | 3      |
| 19     | Rep. Dominicana | 1   | 0       | 1      | 2      |
| 19     | Eritrea         | 1   | 0       | 1      | 2      |
| 21     | Israele         | 1   | 0       | 0      | 1      |
| 21     | Argentina       | 1   | 0       | 0      | 1      |
| 21     | Spagna          | 1   | 0       | 0      | 1      |
| 21     | Ghana           | 1   | 0       | 0      | 1      |
| 21     | Zambia          | 1   | 0       | 0      | 1      |
| 26     | Giappone        | 0   | 6       | 0      | 6      |
| 27     | Romania         | 0   | 2       | 0      | 2      |
| 27     | India           | 0   | 2       | 0      | 2      |
| 27     | Cipro           | 0   | 2       | 0      | 2      |
| 27     | Bielorussia     | 0   | 2       | 0      | 2      |
| 31     | Bahamas         | 0   | 1       | 1      | 2      |
| 31     | Ungheria        | 0   | 1       | 1      | 2      |
| 33     | Qatar           | 0   | 1       | 0      | 1      |
| 33     | Ecuador         | 0   | 1       | 0      | 1      |
| 33     | Nuova Zelanda   | 0   | 1       | 0      | 1      |
| 33     | Danimarca       | 0   | 1       | 0      | 1      |
| 33     | Bahrein         | 0   | 1       | 0      | 1      |
| 33     | Botswana        | 0   | 1       | 0      | 1      |
| 33     | Messico         | 0   | 1       | 0      | 1      |
| 33     | Venezuela       | 0   | 1       | 0      | 1      |
| 41     | Regno Unito     | 0   | 0       | 2      | 2      |
| 42     | Bulgaria        | 0   | 0       | 1      | 1      |
| 42     | Finlandia       | 0   | 0       | 1      | 1      |
| 42     | Rep. Ceca       | 0   | 0       | 1      | 1      |
| 42     | Lettonia        | 0   | 0       | 1      | 1      |
| 42     | Marocco         | 0   | 0       | 1      | 1      |
| 42     | Uganda          | 0   | 0       | 1      | 1      |
| 42     | Grecia          | 0   | 0       | 1      | 1      |
| 42     | Belgio          | 0   | 0       | 1      | 1      |
| 42     | Corea del Sud   | 0   | 0       | 1      | 1      |
| 42     | Gibuti          | 0   | 0       | 1      | 1      |
| 42     | Grenada         | 0   | 0       | 1      | 1      |
| 42     | Slovenia        | 0   | 0       | 1      | 1      |
| Totale | Totale          | 50  | 51      | 50     | 151    |